# Постоянная интегрирования
В математическом анализе неопределенный интеграл от заданной функции (то есть множества всех первообразных функции) в связанной области определяется только с точностью до аддитивной постоянной константы интегрирования. Эта константа выражает неоднозначность, присущую при взятии первообразных. {\displaystyle {\displaystyle f(x)}} определена на интервале, и {\displaystyle {\displaystyle F(x)}} является первообразной {\displaystyle {\displaystyle f(x)}}, тогда множество всех первообразных от {\displaystyle {\displaystyle f(x)}} задается функциями {\displaystyle F(x)+C}, где C — произвольная постоянная (это означает, что любое значение для C делает действительной первообразную). Для простоты константа интегрирования в списках интегралов иногда опускается.

## Происхождение
Производная любой постоянной функции равна нулю. Если для функции {\displaystyle {\displaystyle f(x)}} найдена одна первообразная {\displaystyle F(x)}, то добавление или вычитание любой константы C даст нам ещё одну первообразную, поскольку {\displaystyle (F(x)+C)'=F\,'(x)+C\,'=F\,'(x)}. Константа — это способ выражения того, что каждая функция с хотя бы одной первообразной имеет бесконечное число из них.
Пусть {\displaystyle {\displaystyle F:\mathbb {R} \rightarrow \mathbb {R} }}, и {\displaystyle G:{\mathbb {R} }\rightarrow {\mathbb {R} }} это две повсеместно дифференцируемые функции. Предположим, что {\displaystyle F\,'(x)=G\,'(x)} для каждого действительного числа x. Тогда существует действительное число C такое, что {\displaystyle F(x)-G(x)=C} для каждого действительного числа x. Чтобы доказать это, обратите внимание, что {\displaystyle [F(x)-G(x)]'=0}. Таким образом, F можно заменить на F-G и G на постоянную функцию 0, чтобы доказать, что везде дифференцируемая функция, производная которой всегда равна нулю, должна быть постоянной: {\displaystyle C=F(a)}. Для любого x из основной теоремы Математического анализа, вместе с предположением, что производная от F обращается в нуль, означает, что
{\displaystyle {\displaystyle {\begin{aligned}&0=\int _{a}^{x}F'(t)\ dt\\&0=F(x)-F(a)\\&0=F(x)-C\\&F(x)=C\\\end{aligned}}}}
следовательно, F постоянная функция.
Два факта имеют решающее значение в этом доказательстве. Во-первых, настоящая линия связана. Если бы действительная линия не была связана, мы не всегда могли бы интегрировать от нашего фиксированного a до любого данного x. Например, если бы мы взяли функции, определённые для объединения интервалов [0,1] и [2,3], и если бы a было 0, то было бы невозможно интегрировать от 0 до 3, потому что функция не определено между 1 и 2. Здесь будут две константы, по одной для каждого подключенного компонента домена. В общем случае, заменяя константы локально постоянными функциями, мы можем распространить эту теорему на несвязные области. Например, есть две константы интеграции для {\displaystyle \textstyle \int dx/x} и бесконечно много для {\displaystyle \textstyle \int \tan x\,dx,} так, например, общая форма для интеграла 1/х:
{\displaystyle \int {1 \over x}\,dx={\begin{cases}\ln \left|x\right|+C^{-}&x<0\\\ln \left|x\right|+C^{+}&x>0\end{cases}}}
Во-вторых, предполагалось, что F и G всюду дифференцируемы. Если F и G не дифференцируемы хотя бы в одной точке, теорема не выполняется. В качестве примера, давайте {\displaystyle F(x)} будет функцией Хевисайда, которая равна нулю для отрицательных значений x и единице для неотрицательных значений x, и пусть {\displaystyle G(x)=0.} Тогда производная от F равна нулю там, где она определена, а производная от G всегда равна нулю. Тем не менее ясно, что F и G не отличаются постоянной величиной. Даже если предположить, что F и G всюду непрерывны и почти всюду дифференцируемы, теорема все ещё не выполняется. В качестве примера возьмем F в качестве функции Кантора и снова пусть G = 0.
Например, предположим, что кто-то хочет найти первообразные {\displaystyle \cos(x)}. Одна такая первообразная это {\displaystyle {\displaystyle \sin(x)}}. Другая — {\displaystyle \sin(x)+1.} Третья — {\displaystyle {\displaystyle \sin(x)-\pi }}. Каждая из них имеет производную {\displaystyle \cos(x)}, поэтому они все являются первообразными от {\displaystyle {\displaystyle \cos(x)}\ }
Оказывается, что сложение и вычитание констант — это единственная гибкость, которую мы имеем при поиске различных первообразных одной и той же функции. То есть все первообразные одинаковые с точностью до константы. Чтобы выразить этот факт для cos(x), мы пишем:{\displaystyle \int \cos(x)\,dx=\sin(x)+C.}
Замена С на число произведет первообразную. Однако, написав C вместо числа, получается компактное описание всех возможных первообразных cos(x). C называется константой интегрирования. Легко определить, что все эти функции действительно являются производными от {\displaystyle \cos(x):}
{\displaystyle {\begin{aligned}{\frac {d}{dx}}[\sin(x)+C]&={\frac {d}{dx}}[\sin(x)]+{\frac {d}{dx}}[C]\\&=\cos(x)+0\\&=\cos(x)\end{aligned}}}

## Необходимость
На первый взгляд может показаться, что константа не нужна, поскольку её можно обнулить. Кроме того, при оценке определённых интегралов с использованием фундаментальной теоремы математического анализа постоянная всегда будет аннулироваться сама собой. Однако попытка установить константу равной нулю не всегда имеет смысл. Например, {\displaystyle 2\sin(x)\cos(x)} может быть интегрирован как минимум тремя различными способами:
{\displaystyle {\begin{aligned}\int 2\sin(x)\cos(x)\,dx&=&\sin ^{2}(x)+C&=&-\cos ^{2}(x)+1+C&=&-{\frac {1}{2}}\cos(2x)+C\\\int 2\sin(x)\cos(x)\,dx&=&-\cos ^{2}(x)+C&=&\sin ^{2}(x)-1+C&=&-{\frac {1}{2}}\cos(2x)+C\\\int 2\sin(x)\cos(x)\,dx&=&-{\frac {1}{2}}\cos(2x)+C&=&\sin ^{2}(x)+C&=&-\cos ^{2}(x)+C\end{aligned}}}
Таким образом, обнуление C все ещё может оставить константу. Это означает, что для данной функции не существует «Простейшей Первообразной».
Другая проблема с установкой C равным нулю состоит в том, что иногда мы хотим найти первообразные, которые имеют заданное значение в данной точке (как в задаче с начальным значением). Например, чтобы получить первообразную {\displaystyle {\displaystyle \cos(x)}}которая имеет значение 100 при x = π, тогда будет работать только одно значение C (в этом случае C = 100).
Это ограничение можно перефразировать на языке дифференциальных уравнений. Нахождение неопределенного интеграла функции {\displaystyle f(x)} это то же самое, что решение дифференциального уравнения {\displaystyle {\frac {dy}{dx}}=f(x).} Любое дифференциальное уравнение будет иметь много решений, и каждая константа представляет собой единственное решение правильно поставленной задачи начального значения. Наложение условия, что наша первообразная значение принимает значение 100 при x = π, является начальным условием. Каждое начальное условие соответствует одному и только одному значению C, поэтому без C было бы невозможно решить проблему.
Есть ещё одно обоснование, исходя из абстрактной алгебры. Пространство всех (подходящих) вещественных функций на действительных числах является векторным пространством, а дифференциальный оператор {\displaystyle {\frac {d}{dx}}} это линейный оператор. Оператор {\displaystyle {\frac {d}{dx}}} отображает функцию, равную нулю, если и только если эта функция постоянна. Следовательно, ядро {\displaystyle {\frac {d}{dx}}} пространство всех постоянных функций. Процесс неопределенной интеграции сводится к нахождению прообраза данной функции. Для данной функции нет канонического прообраза, но множество всех таких прообразов образует смежный класс. Выбор константы аналогичен выбору элемента смежного класса. В этом контексте решение проблемы начальных значений интерпретируется как лежащий в гиперплоскости, заданной начальными условиями.

## Физический смысл
Рассмотрим некоторые примеры.
- Тело падает с пятого этажа дома на землю, пролетая некоторое расстояние. Затем то же самое тело падает с девятого этажа на балкон пятого и пролетает то же самое расстояние, несмотря на разницу начального положения. Изменением силы тяжести на высоте дома пренебрегаем. В данном примере постоянная интегрирования задаёт начальное положение тела (номер этажа).

- Автомобиль едет по прямой трассе с некоторой переменной скоростью. Если в начале движения переставить автомобиль в другое место трассы, он проедет тот же путь.

- Лошадь везёт сани по ровному полю. Независимо от того, в каком месте поля находится лошадь, она проделает одинаковую работу по перетаскиванию саней (расстояние, пройденное лошадью, должно быть одинаково).

- Вода выливается из цилиндрического сосуда через отверстие в дне. Уровень в сосуде понижается на 10 см. Независимо от того, до какого уровня сосуд был наполнен изначально, одинаковый объём истекшей воды понижает уровень на 10 см.

- Напряжение на конденсаторе меняется от 1 вольта до 0 вольт. Затем напряжение на том же конденсаторе меняется от 1000 вольт до 999 вольт. В обоих случаях прошедший через конденсатор заряд одинаков.

- Тело остывает с 1°С до 0°С. То же тело остывает с 1000°С до 999°С. Если пренебречь зависимостью теплоемкости от температуры, то тело в обоих случаях теряет одинаковое количество тепла.